# El Molino, San Pedro y San Pablo Teposcolula
El Molino är en ort i Mexiko.   Den ligger i kommunen San Pedro y San Pablo Teposcolula och delstaten Oaxaca, i den sydöstra delen av landet, 280 km sydost om huvudstaden Mexico City. El Molino ligger 2 227 meter över havet och antalet invånare är 125.
Terrängen runt El Molino är huvudsakligen kuperad. El Molino ligger nere i en dal. Runt El Molino är det glesbefolkat, med 15 invånare per kvadratkilometer. Närmaste större samhälle är Santa Cruz Yodocono, 14,3 km sydost om El Molino. I omgivningarna runt El Molino växer i huvudsak blandskog.